# BK Istrobanka Bratislava
BK Istrobanka Bratislava (celým názvem: Basketbalový klub Istrobanka Bratislava) byl slovenský ženský basketbalový klub, který sídlil v Bratislavě ve stejnojmenném kraji. Založen byl v roce 1993 pod názvem BK Sporiteľňa Bratislava. V roce 1996 přešel klub pod novou organizaci pod názvem BK Istrobanka. Klub se v letech 1994–1997 účastnil prestižního evropského poháru Liliany Ronchettiové. Zanikl v roce 1998 po fúzi s Lokomotívou Slávia UK Bratislava.
Největším úspěchem klubu v nejvyšší soutěži byl zisk stříbrné medaile ze sezóny 1993/94.

## Historické názvy
Zdroj: 
- 1993 – BK Sporiteľňa Bratislava (Basketbalový klub Sporiteľňa Bratislava)
- 1996 – BK Istrobanka Bratislava (Basketbalový klub Istrobanka Bratislava)
- 1998 – fúze s Lokomotíva Slávia UK Bratislava ⇒ zánik

## Umístění v jednotlivých sezonách
Zdroj: 
Legenda: ZČ - základní část, červené podbarvení - sestup, zelené podbarvení - postup, fialové podbarvení - reorganizace, změna skupiny či soutěže
| Slovensko (1993 – 1998) |                          |           |         |          |             |
| Sezóna                  | Název v ročníku          | Úroveň    | Soutěž  | ZČ       | Play-off    |
| 1993/94                 | BK Sporiteľňa Bratislava | 1. úroveň | 1. liga | 2. místo |             |
| 1994/95                 | BK Sporiteľňa Bratislava | 1. úroveň | 1. liga | 6. místo | Čtvrtfinále |
| 1995/96                 | BK Sporiteľňa Bratislava | 1. úroveň | 1. liga | ?. místo |             |
| 1996/97                 | BK Istrobanka Bratislava | 1. úroveň | 1. liga | ?. místo |             |
| 1997/98                 | BK Istrobanka Bratislava | 1. úroveň | 1. liga | 7. místo | Čtvrtfinále |

## Účast v mezinárodních pohárech
Zdroj: 
| Výkonnostní úrovně                                                              |
| superpohár – Superpohár v basketbalu žen                                        |
| 1. výkonnostní úroveň – Pohár mistrů evropských zemí, Euroliga v basketbalu žen |
| 2. výkonnostní úroveň – Pohár Ronchettiové, EuroCup v basketbalu žen            |

Legenda: EL - Euroliga v basketbalu žen, PMEZ - Pohár mistrů evropských zemí, EC - EuroCup v basketbalu žen, SP - Superpohár v basketbalu žen, PR - Pohár Ronchettiové
- PR 1994/95 – 3. předkolo
- PR 1995/96 – Základní skupina B (4. místo)
- PR 1996/97 – Základní skupina G (3. místo)